# Fenchol
Fenchol, neboli 1,3,3-trimethyl-2-norbornanol, je monoterpenoid a isomer borneolu. V kapalném stavu je bezbarvý, v tuhém bílý. Vyskytuje se hojně v přírodě.
Nejběžnější enantiomer (1R)-endo-(+)-fenchol se hojně využívá v parfumérství. Fenchol dává charakteristickou vůni bazalce pravé a tvoří 15,9 % prchavých silic některých druhů aster.
Lze ho také získat biosyntézou z geranylpyrofosfátu přes izomerizaci na linalylpyrofosfát.
Oxidací fencholu vzniká fenchon.